# Gudrun Gut

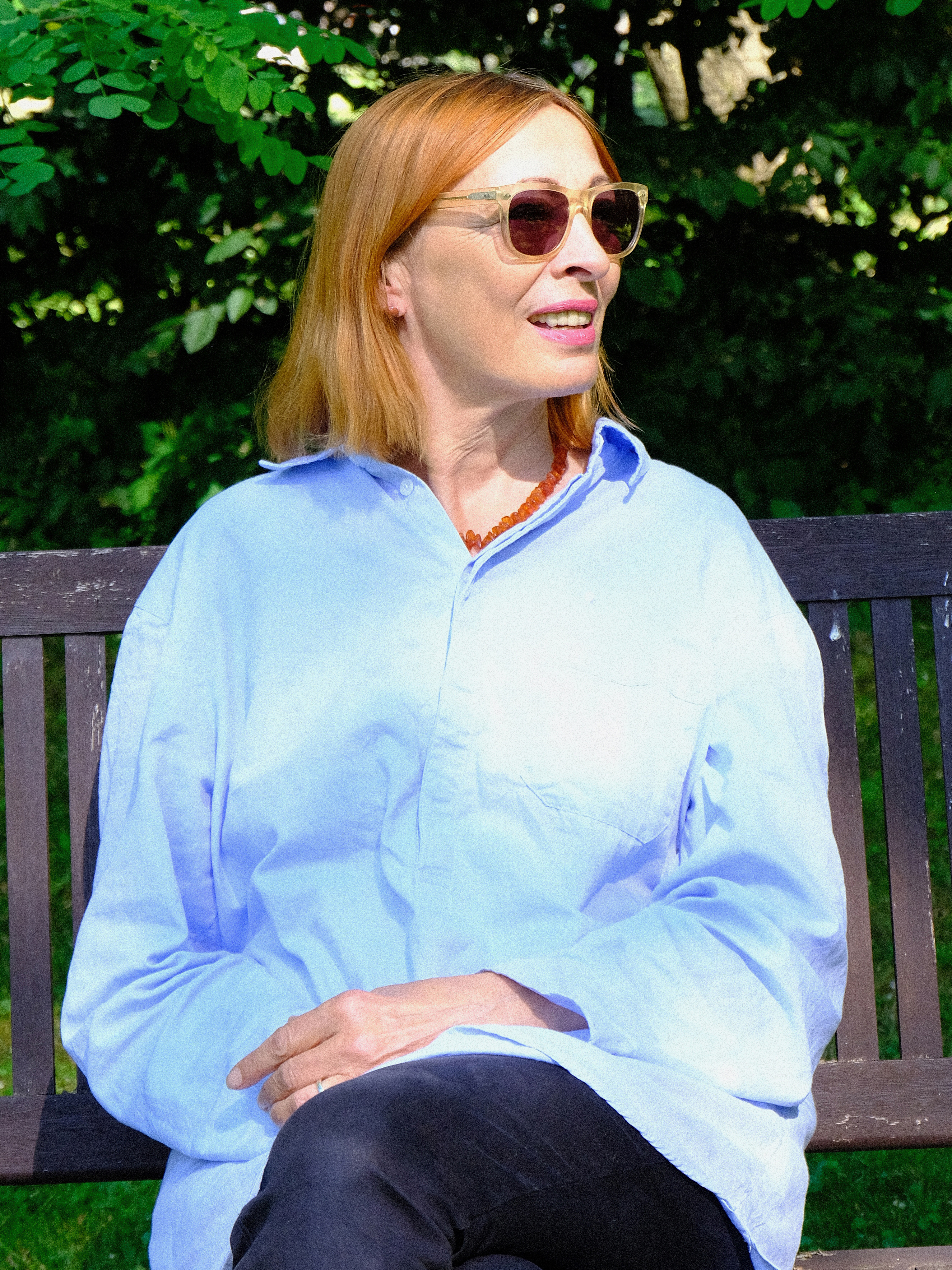
Gudrun Gut, 2020

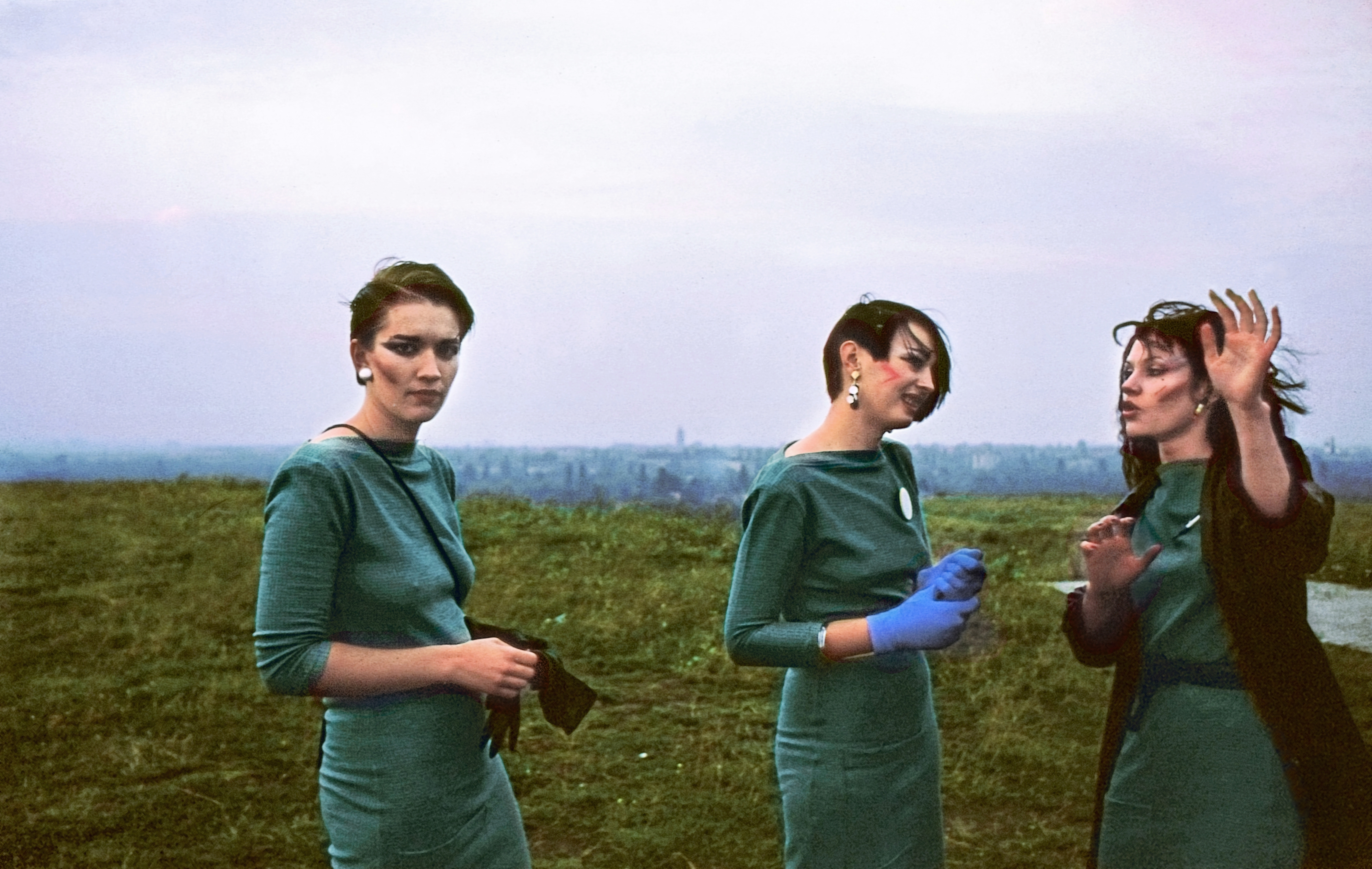
Mania D: Gudrun Gut (Mitte) mit Karin Luner und Bettina Köster, 1979

Gudrun Gut (* 1957 in Celle als Gudrun Bredemann) ist eine deutsche Musikerin, DJ, Moderatorin, Musikproduzentin und Inhaberin des Musiklabels Monika Enterprise.

## Leben
Gudrun Gut wuchs in der Lüneburger Heide auf. Sie jobbte dort zeitweise bei einem Mailorder-Versand für Undergroundplatten und kam so in Kontakt mit der Musik von z. B. White Noise und Henry Cow. Laut eigener Aussage interessierte sie sich immer schon für andere Musik als ihre Umgebung.
1975 zog sie nach Berlin. Sie studierte von 1978 bis 1984 Visuelle Kommunikation an der Berliner Hochschule der Künste. Seit Ende der 1970er ist sie in der alternativen Musikszene Berlins aktiv: 1977 war sie mit Mark Eins und anderen Mitglied der Performanceband DIN A Testbild. Sie spielte dort Bass und Stylophone.
1979 gründete sie mit Karin Luner, Bettina Köster, Eva Gössling und Beate Bartel Mania D. Mit dieser Band trat sie zum ersten Mal als Schlagzeugerin auf. Mit Bettina Köster zusammen betrieb sie ab 1978 den Laden Eisengrau in der Goltzstrasse in Berlin-Schöneberg. Dort wurden in Berlin produzierte Kleidung, Tapes, Fanzines u. a. verkauft. Den Laden führte sie später mit Blixa Bargeld weiter. Gudrun Gut, N. U. Unruh und Beate Bartel waren neben Blixa Bargeld Gründungsmitglieder der Einstürzenden Neubauten. In Women in Rock, einem Dokumentarfilm von 1980, sind Mania D mit zwei Stücken vertreten, 1995 wurde diese Dokumentation neu publiziert.
Anfang 1981 gründete sie mit Bettina Köster die Band Malaria!, deren EP Malaria! mit dem bekanntesten Titel Kaltes klares Wasser im April 1981 erschien. 1982 rief sie mit Manon Pepita Duursma und Beate Bartel das Experimentalprojekt Matador ins Leben. Im selben Jahr wirkte sie in Rosa von Praunheims Film Rote Liebe mit.
1990 sprach sie in der Hörspielproduktion von Heiner Müllers Hamletmaschine die Ophelia – Blixa Bargeld spielte den Hamlet. Es folgten mehrere Musiken für Hörspiele mit Wolfgang Rindfleisch als Dramaturg sowie 2002 Musik für das Kinder-Lernspiel Brand im Hafen? (als bmgg gemeinsam mit Barbara Morgenstern).
Ab 1991 arbeitete sie mit der Kanadierin Myra Davies in dem Performance/Spoken-Word-Projekt Miasma zusammen.
Ab 1993 betrieb Gudrun Gut das Projekt Ocean Club: An dessen Beginn stand ein regelmäßiger Club-Abend im Berliner Tresor, der durch eine große musikalische Bandbreite charakterisiert war. Es wurden verschiedene Musikrichtungen wie Minimal Techno, Calypso, Pop und Jazz gespielt und unterschiedliche Gäste wie Pipilotti Rist und Mike Vamp eingeladen. Der Ocean Club, an dem früh auch Thomas Fehlmann beteiligt war, wurde zu Gastspielen nach London und China eingeladen. Im Rahmen des Projekts wurden CDs veröffentlicht, außerdem moderierten und produzierten Gut und Fehlmann von 1997 bis 2012 die wöchentliche Sendung Ocean Club Radio auf Radio Eins.
1990 gründete Gudrun Gut ihr Label Moabit Musik, auf dem sie vor allem eigene Musik und Kulturaffines (wieder)veröffentlicht. 1997 folgte das Label Monika Enterprise, auf dem u. a. die Quarks, Komëit, Barbara Morgenstern und Contriva veröffentlichen. 2005 brachte sie bei dem irischen Label Earsugar die 7″-Single Move me heraus. Nach dem Erfolg der Single stellte sie ihr Album I put a Record on fertig, das 2007 erschien. Konzerte weltweit folgten.
2009 begann die Zusammenarbeit mit Antye Greie (AGF) als Greie Gut Fraktion und der Anfang des Albums Baustelle, das 2010 veröffentlicht wurde. Die Baustelle Show mit Livevideos wurde auf mehreren Festival aufgeführt. 2011 Release des Remixalbums ReKonstruktion.
2014 arbeitete sie mit Hans-Joachim Irmler (Faust) zusammen als Gut und Irmler. Das Album 500m wurde im Faust Studio in Scheer aufgenommen und bei Bureau B veröffentlicht. Viele Live-Auftritte folgten, zum Beispiel im Februar 2015 beim Nrmal-Festival in Mexiko-Stadt.
2023 produzierte sie für den Sender RBB eine dreiteilige Dokuserie über sich selbst, in der sie künstlerische Schaffensprozesse, persönliche Reflexionen und Alltagsmomente aus ihrem Leben zeigt, um ein vielschichtiges Porträt von sich selbst zu zeichnen, das von ihrer kreativen Vergangenheit bis zu ihrer Gegenwart reicht.
Gudrun Gut gehört mit anderen Mitgliedern des Vereins Freunde der Uckermark e. V. zu den Organisatoren des alle zwei Jahre stattfindenden UM-Festival für zeitgenössische Kunst, Musik und Literatur in der Uckermark.

## Veröffentlichungen

### Diskografie (Auswahl)
- 1980: 7″ White Christmas (mit Tabea Blumenschein, Frieder Butzmann und Bettina Köster)
- 1996: Maxi-CD YadiYAdi (mit Anita Lane)
- 1996: Maxi-CD Die Sonne (mit Blixa Bargeld)
- 1996: CD Members of The Ocean Club (u. a. mit Anita Lane, Danielle de Picciotto, Blixa Bargeld, Jovanka von Willsdorf, Jayney Klimek, Inga Humpe, Myra Davies, Katharina Franck und Manon P. Duursma)
- 1996: Maxi-CD Firething (mit Anita Lane)
- 2004: Doppel-CD Members of The Ocean Club (Wiederveröffentlichung mit einer Remix-CD mit Mixes von Ellen Allien, Thomas Fehlmann, Effective Force, Ian Pooley, The Orb, Paul van Dyk, Klaus Schulze, Spinout und CoBra)
- 2005: 7″ Move Me
- 2007: CD I Put A Record On
- 2007: 12″ In Pieces (Remixes von Burger/Voigt, Pole, Dntel)
- 2007: 7″ Pleasure Train
- 2008: EP Apples, Pears and Deer in Poland
- 2010: CD Baustelle (mit Antye Greie-Ripatti als Greie Gut Fraktion)
- 2011: CD Rekonstruktion (Remix CD von Baustelle)
- 2012: CD Wildlife
- 2012: CD 500m Gut Und Irlmler
- 2016: CD / Vinyl Vogelmixe – Gudrun Gut Remixes Heimatlieder aus Deutschland Berlin/Augsburg
- 2018: CD / Vinyl Moment
- 2021: Vinyl Let’s Talk About the Weather (mit Mabe Fratti)

### Filmografie
- 1982: Rote Liebe – Regie: Rosa von Praunheim
- 1988: Dandy – Regie: Peter Sempel
- 1995: Girls Bite Back – Regie: Wolfgang Büld
- 2005: Verschwende deine Jugend – Regie: Benjamin Quabeck
- 2015: B-Movie: Lust & Sound in West-Berlin 1979-1989, Dokumentation mit Mark Reeder
- 2023: GUT – Regie: Heiko Lange und Gudrun Gut

### Hörspielmusik
- 1991: Paul Zech: Das Trunkene Schiff – Regie: Wolfgang Rindfleisch (Hörspiel – Funkhaus Berlin)

### Bibliografie
- Marke B, Berliner Labels. Verbrecher Verlag, Berlin 2002. ISBN 3-935843-18-6 (mit Thomas Fehlmann und Daniel Meteo).